# Призренская духовная семинария
При́зренская духо́вная семина́рия святы́х Кири́лла и Мефо́дия (серб. Призренска Богословија Св. Кирила и Методија) — среднее учебное заведение Рашско-Призренской епархии Сербской православной церкви, расположенное в городе Призрене, готовящее священнослужителей.

## История
Семинария в Призрене была основана в 1871 году. В разные периоды в семинарии учились или преподавали многие выдающиеся иерархи Сербской Православной Церкви. Российские консулы Ястребов, Лисевич, Беляев, Ачимович и Тухолка дарили Духовной семинарии в Призрене книги и целые библиотеки.
В 1999 году после прибытия в Косово и Метохию международных вооруженных сил КФОР, семинария вынужденно прекратила свою деятельность, так как в тот период в её помещениях разместились сербы, изгнанные албанцами из своих домов. Семинарские службы были перемещены в город Ниш.
Во время мартовского погрома 2004 года здания семинарии были подожжены и практически полностью уничтожены.
21 сентября 2011 года после проведённых реставрационных работ, семинария возобновила свою деятельность. Материальные условия были тяжёлыми. Работа семинарии имеет особое значение для бытия Сербской православной церкви и народа на территории Косово и Метохии.

## Ректоры
- Савва (Барач), (1872—1873)
- Илия Ставрич (1873—1879)
- Георгий Камперелич (1880—1882)
- Петар Костич[серб.] (27 декабря 1882 — 4 апреля 1889)
- Мелентий Вуич (1888—1891)
- Иларион Весич (1891—1896; 1904—1906)
- Арсений Бранкович (1897—1899)
- Стеван Димитриевич (1899—1903; 1910—1920)
- Добросав Ковачевич (1908—1909)
- Василий Милич (1909—1910)
- Иосиф (Цвийович) (1918—1920)
- Никола Круль (1923—1924)
- Симеон (Попович) (1924—1934)
- Воислав Катич (1934—1938)
- Живан Маринкович (1939—1941; 1947—1955)
- Мефодий (Муждека) (1955—1971)
- Ириней (Гаврилович) (1971—1974)
- Никодим Джюраков (1974—1984)
- Милутин Тимотиевич (1984—2021)
- Арсений (Главчич) (2021—2023)
- Деян Крстич (с 2023)

## Известные выпускники
См. также Выпускники Призренской духовной семинарии
Выпускниками семинарии являются ряд иерархов Сербской православной церкви, в том числе патриарх Ириней (Гаврилович), окончивший семинарский курс в 1951 году.